# 沃尔夫冈·彼得森
沃尔夫冈·彼得森（德語：Wolfgang Petersen，1941年3月14日—2022年8月12日），1980年代以後最具代表的德國電影導演。經典潛艦作戰電影《從海底出擊》（Das Boat）为其成名作。

## 个人简介
他生于二战时期的1941年，位于德国与荷兰边境的埃姆登。1953年1960年他进入汉堡的预备学校（Gelehrtenschule des Johanneums）学习。1960年代他在汉堡的一家剧院—执导戏剧。1966年到1970年在柏林的影视学院学习。他制作的第一个作品是电视剧，并参与制作热门的电视系列《Tatort》。1970年代开始踏足电影行业。
1981年的《從海底出擊》虽然没有获得很好的票房，但是却获得了广泛的好评，并获得六项奥斯卡奖提名，其中包括最佳导演和最佳改编剧本。1984以后，他开始主要在美国发展。1997年的《空军一号》收获了3.15亿的全球票房。2000年的灾难片《完美风暴》收获了3.25亿美圆的全球票房。

## 逝世
2022年8月12日，彼得森因為胰臟癌在家中平靜地過世，享壽81歲。

## 电影列表
| 上映年份 | 中文片名         | 英文片名               | 导演 | 监制或执行监制 | 编剧 |
| -------- | ---------------- | ---------------------- | ---- | -------------- | ---- |
| 1974     | 我俩之一         | One or the Other of Us | 是   |                |      |
| 1977     | 结果             | Die Konsequenz         | 是   |                | 是   |
| 1981     | 從海底出擊       | Das Boot               | 是   |                | 是   |
| 1984     | 大魔域           | The NeverEnding Story  | 是   |                | 是   |
| 1985     | 相爱的敌人       | Enemy Mine             | 是   |                |      |
| 1991     | 爱人别出声       | Shattered              | 是   | 是             | 是   |
| 1993     | 火线狙击         | In the Line of Fire    | 是   |                |      |
| 1995     | 恐怖地带         | Outbreak               | 是   | 是             |      |
| 1997     | 紅色角落         | Red Corner             |      | 是             |      |
| 1997     | 空軍一號         | Air Force One          | 是   | 是             |      |
| 2000     | 天搖地動         | The Perfect Storm      | 是   |                |      |
| 2004     | 特洛伊：木馬屠城 | Troy                   | 是   | 是             |      |
| 2006     | 海神号           | Poseidon               | 是   | 是             |      |
| 2016     | 夺金四贱客       | Vier gegen die Bank    | 是   | 是             |      |